# Daniel Casimir (Bassist)
Daniel Casimir (* um 1990 in London) ist ein britischer Jazzmusiker (Kontrabass, Komposition).

## Leben und Wirken
Casimir, der in London aufwuchs, spielte als Elfjähriger in einer Steel Band das Bassinstrument. Mit 15 Jahren wechselte er zum E-Bass; vermittelt durch Aufnahmen von Jaco Pastorius lernte er dann den Jazz kennen. Von 2008 bis 2012 studierte er Kontrabass am Birmingham Conservatoire bei Mark Hodgson, Arnie Somogyi und Dave Holland. Für sein Masterstudium zwischen 2012 und 2015 am Trinity Laban College kehrte er nach London zurück; dort erhielt er auch musikalische Unterweisung durch die Tomorrow’s Warriors.
Casimir gehörte zu der Band von Nubya Garcia (Source) und trat mit Yussef Dayes und Noya Rao beim Jazz Re:Fest in Brighton auf. Mit Moses Boyd, Joe Armon-Jones und Shirley Tetteh veröffentlichte er 2017 seine Debüt-EP Escapee (2017). 2019 folgte mit Sängerin Tess Hirst das gemeinsame Album These Days, das sie auch in der Royal Albert Hall vorstellten. 2021 legte er sein von der Kritik gelobtes Debütalbum Boxed In vor, an dem u. a. Nubya Garcia, Moses Boyd, Rosie Turton, Al Macsween und James Copus mitgewirkt hatten.
Weiterhin trat Casimir mit Julian Joseph, Jason Rebello, Benet Mclean, Lonnie Liston Smith, Nathan Facey, Shaney Forbes, Chihiro Yamanaka, Ashley Henry, David Lyttle und auf dem Trondheim Jazz Festival mit Chris Potter auf. Er ist auch auf Alben von Clark Tracey (Meantime, Jubilation), Tom Harrison (Unfolding in Tempo), Jasmine Power (Stories and Rhymes), Camilla George (Isang), Makaya McCraven (Universal Beings), Binker Golding (Abstractions of Reality Past and Incredible Feathers, Dream Like a Dogwood Wild Boy, 2022), Camilla George und Jean Toussaint zu hören.
2016 gewann Casimir den Young Jazz Musician Award der Musicians’ Company. 2021 wurde er bei den Jazz FM Awards als Instrumentalist des Jahres ausgezeichnet. Sein Debütalbum Boxed In errang einen Parliamentary Jazz Award als bestes Album des Jahres 2022.